# Війська зв'язку

Позначення військ зв'язку у схемах НАТО

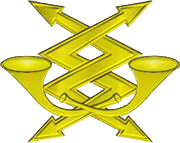
Емблема військ зв'язку України (1992—2016)

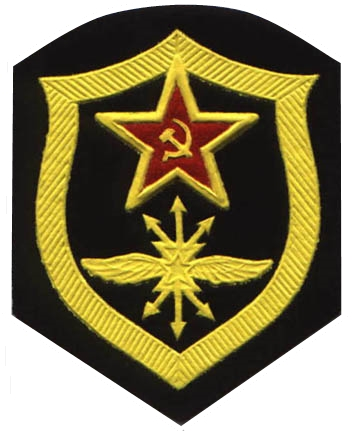
Нарукавний знак військ зв'язку часів СРСР і перших років незалежності України

Війська́ зв'язку́ — вид спеціальних військ, які призначені для забезпечення зв'язку і управління військами. У збройних силах більшості країн частини чи підрозділи зв'язку входять до складу всіх родів військ.
Війська зв'язку складаються з частин, вузлів зв'язку, вузлових та лінійних підрозділів, підрозділів постачання, ремонту та інших організаційних формувань зв'язку.

## Історія військ зв'язку
У російській армії окремі підрозділи зв'язку з'явилися в середині 19 століття, після винаходу електричного телеграфа. Перший військовий похідний телеграф застосовувався в Кримській війні 1853—1856. Перші частини зв'язку іменувалися військово-похідними телеграфними парками, які в 1884 були введені в армійські корпуси, пізніше замість них були створені військово-телеграфні роти. У травні 1899 сформована перша у світі військова радіочастина — «Кронштадтський іскровий військовий телеграф».
З 1900 радіозв'язок став поступово упроваджуватися в армію. У російсько-японську війну 1904—1905 російські війська застосовували дротяний телеграф, радіотелеграф і телефон. Проте через техніко-економічну відсталість Росії в армії цих засобів було мало.
На початок 1-ї світової війни 1914—1918 в російській армії були підрозділи зв'язку у всіх піхотних, кавалерійських і артилерійських частинах і з'єднаннях.

### За часів Гетьманату
За часів Гетьманату відділ зв'язку Генштабу деякий час був підвідділом 1-го генерал-квартирмейстерства. Проте, вже на кінець 1918 року цей орган знову став окремим відділом. У штаті кожного армійського корпусу сформовано по 4 радіотелеграфні сотні; Сіра дивізія у кожному своєму полку (яких було 4) мала 3 чоти (взводи) зв'язку (по 1 на кожен курінь), підпорядковані начальникові зв'язку полку.
Документи та експонати Центрального Музею Збройних Сил України (м. Київ) свідчать, що на 1920 рік козаки та старшини підрозділів зв'язку українських військових частин вже мали свої емблеми (один з атрибутів роду військ), причому окремі для телеграфістів та радіотелеграфістів. Червона Армія не давала своїм зв'язківцям окремих відзнак до 1922 року.
Отже, в листопаді 1917 року, Генеральний Штаб Армії УНР мав у своєму складі відділ зв'язку, який існував і в період Гетьманату П. Скоропадського, і в добу Директорії УНР. Відділ зв'язку разом з ГШ був інтернований у 1921 році на терени Польщі, де продовжив свою роботу в еміграції.
Тобто, в українському ГШ орган керування зв'язком був створений на цілих 2 роки раніше, ніж аналогічне утворення в Червоній Армії.

### У Другій світовій війні

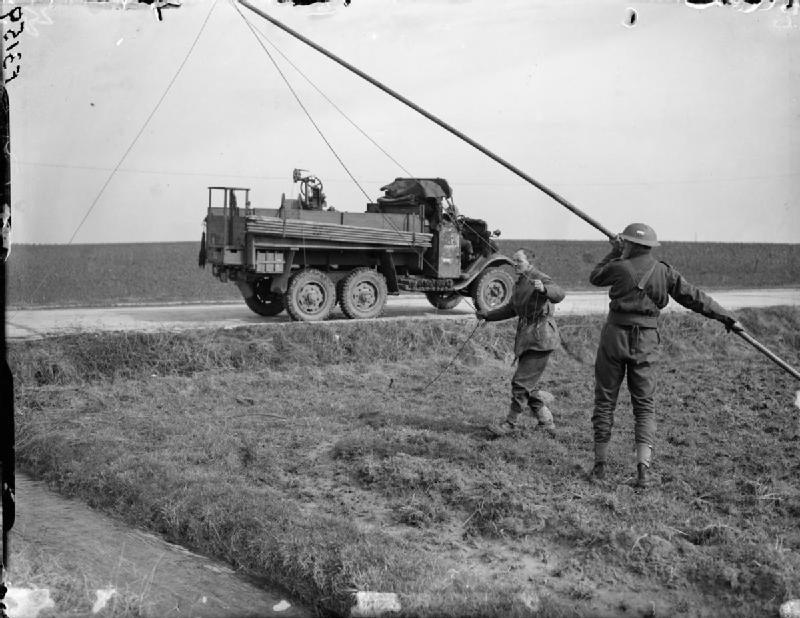
Британські солдати налагоджують польову телефонну мережу у Франції

На початку Другої світової війни досить широкого поширення набули засоби дротового зв'язку. Управління військами командири здійснювали шляхом телефонних переговорів по лініям, що організовувалися через польові комутатори. Документи управління військами передавалися по телеграфним каналам. Розвивався радіозв'язок. На так званих «командирських танках» встановлювалися повноцінні радіостанції, що працювали у тому числі на передачу. Інші танки обладнувалися приймачами для приймання команд.
На автомобільній базі почали монтуватися перші радіостанції. Хоча повноцінних апаратних у сучасному розумінні до 1945 року не було.
За відсутності апаратних зв'язку зв'язок організовувався між стаціонарними вузлами зв'язку великих формувань (від дивізії, армійського корпусу) до підлеглих військ, де зв'язківці розгортали польову телефонну мережу чи польові радіостанції.

### Після Другої світової війни

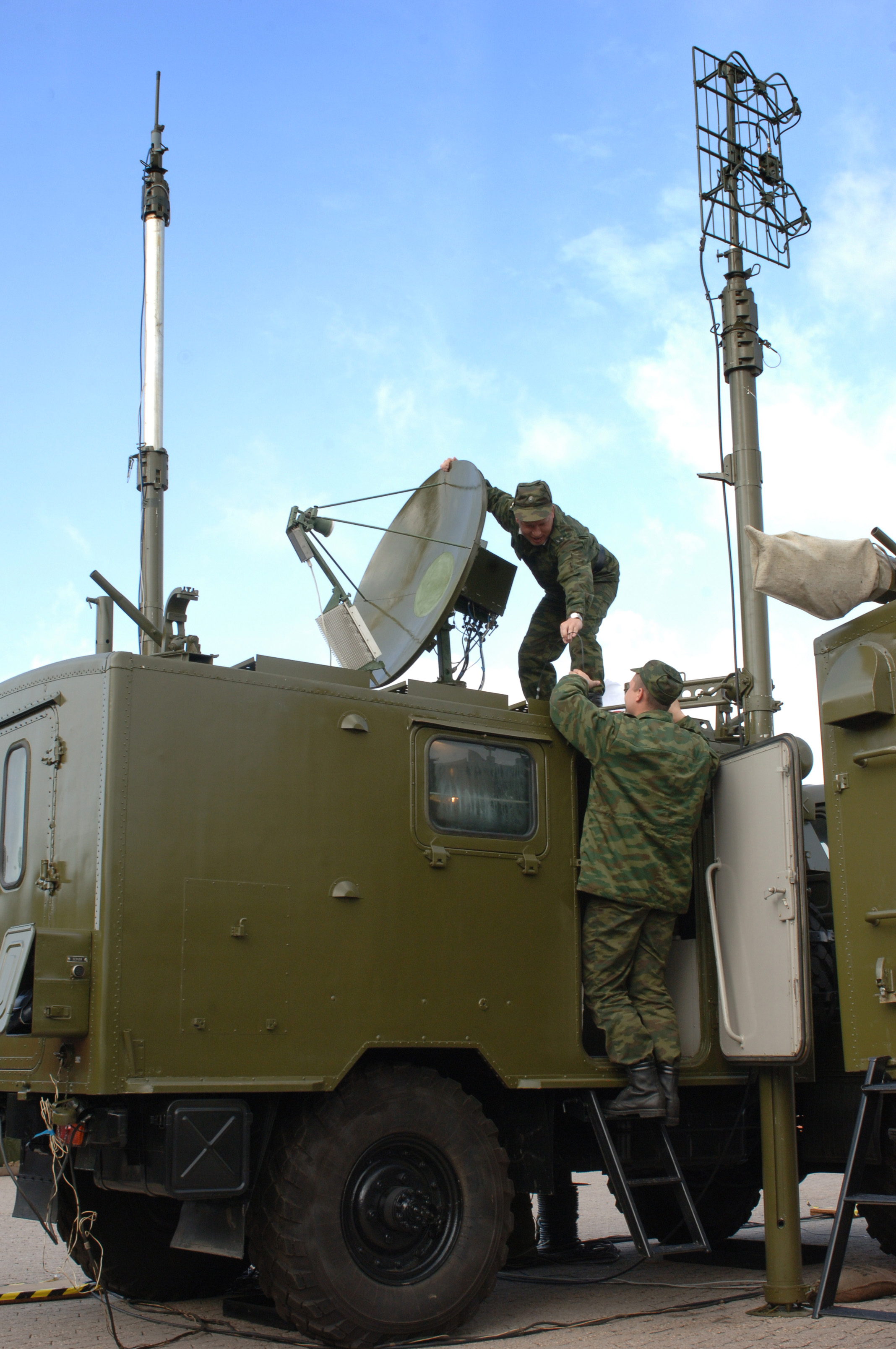
Російські солдати розгортають КШМ. Видно антени супутникового зв'язку («тарілка») та радіорелейної станції.

Основним переломом у розвитку військ зв'язку у 1950-х роках стало виникнення перших пересувних радіостанцій та апаратних зв'язку. Це дозволило військам зв'язку значно підвищити свою мобільність. Розгортання ліній та вузлів зв'язку стало оперативнішим і давало змогу організації зв'язків значної канальної ємності навіть у польових умовах.
Розвиток засобів зв'язку на транспортній базі підвищив і живучість військ зв'язку (захист екіпажів від куль та осколків, можливість швидкого згортання та виходу з районів вогневого ураження супротивника).

### За часів незалежності України
Із розпадом СРСР Україні дістався значний уламок усієї військової техніки, у тому числі і техніки зв'язку.
На жаль, за часів незалежності війська зв'язку зазнали тієї ж деградації, що і решта видів і родів військ.
Так, не дивлячись на всі потуги генералітету перезапевнити український народ, що «ми все вміємо і все зможемо», слід зазначити наступне:
- радіоелементна база техніки зв'язку вже в останні роки існування СРСР була явно застаріла, навіть у 1989—1990 рр. (в порівнянні з технікою армій США, Німеччини, Японії, Ізраїлю, Великої Британії); що стосується обчислювальної техніки, після смерті академіка Глушкова пішло катастрофічне відставання; за 25 років техніка не оновлювалася[2]
- та техніка, що була на консервації (а це до 200 % у порівнянні з технікою, що була на поточному постачанні), належним чином не переконсервовувалася і не обслуговувалася (причини різні: від перманентного скорочення особового складу усі 25 років, до банальної відсутності консерваційних матеріалів, ЗІП, виробництво яких частково залишилося в Росії, а частково те, що за СРСР вироблялося в Україні, попало під «конверсію», а, говорячи доступною мовою, просто доводилося до банкрутства і зліквідовувалося чи перепрофільовувалося).
- ліквідовувалися заводи, які могли б налагодити виробництво такої техніки в Україні згідно з новими вимогами військ (рівненський радіозавод, київський «Маяк», харківський «Протон»)
- лише у 2000-х роках почалися спроби «комп'ютеризації» військового зв'язку: коли російські колеги перевели телеграфні центри на комп'ютери, наші телеграфісти продовжували працювати на телеграфних апаратах Т-63 (виробництво НДР, м. Карл-Маркс-штадт), РТА-7М (м. Калуга, РФ); військові НДІ намагалися сполучати роботу, скажімо, шифрувальних машинок виробництва 1940-х років з сучасними китайськими ПК.
- відсутність фінансування по будь-яким статтям, окрім грошового забезпечення, призвела до фактичної відсутності бойової і командирської підготовки; замість виїздити на навчання, проводити тренування із розгортання вузлів зв'язку на місцевості, апаратні витягалися з парку «на галстуках»[3] десь до найближчого клубу, заживлювалися від промислової мережі, і командири хоч якось намагалися підтримувати фаховий рівень офіцерів та прапорщиків. Про спеціальну підготовку солдатів строкової служби у цих умовах говорити не доводилося взагалі.
- у військах зв'язку, як ні в одних інших військах, відбилися недоліки в підготовці особового складу: відсутність професійної наступності поколінь офіцерів та прапорщиків[4]; не є таємницею, що підготувати стрільця-кулеметника значно простіше, аніж, скажімо, механіка ЗАЗ чи радіотелеграфіста; на період незалежності прийшлися і перманентні скорочення термінів строкової служби із поступовою відмовою від строкової служби
- склалося порочне замкнуте коло: лекції у військовому інституті читає лектор, що придбав посаду; від нього випускається лейтенант, який має навчити підлеглих, який сам знає лише те, чому навчив його лектор; щоб стати контрактником, потрібно відслужити строкову службу, а за рік строкової служби лейтенант, який сам ще вчиться, теж навчив небагато;
- як результат, стара техніка, яка постійно виходить з ладу, бо вийшли всі її ресурси зберігання та експлуатації, експлуатується «напівнавченим» особовим складом, що теж не додає ресурсів[5]

## Вимоги до військового зв'язку
До військового зв'язку можна сформулювати наступні вимоги
Своєчасність зв'язку — готовність мережі зв'язку до обміну інформацією тоді, коли це необхідно.
Своєчасність зв'язку досягається
- постійною готовністю засобів зв'язку до дії; високою кваліфікації особового складу та чіткою організацією чергування на вузлах і лініях зв'язку;
- правильним вибором засобів і способів організації зв'язку для передачі інформації з урахуванням її надійності, форми подання та обсягу; контролем на вузлах зв'язку часу проходження повідомлень і наданням переговорів у встановлені (нормативні) терміни; застосуванням засобів швидкодії; створенням на пунктах управління зручностей у користуванні зв'язком; чіткою організацією оперативно-технічної служби на вузлах зв'язку;
- безперервним управлінням зв'язком.

Достовірність зв'язку
Достовірність зв'язку — здатність зв'язку забезпечувати відтворення переданих повідомлень у пункті прийому із заданою точністю.
Достовірність зв'язку досягається
- використанням для передачі повідомлень каналів зв'язку нормованої якості; передачі повідомлень одночасно по декількох незалежних каналах зв'язку; повторенням передачі повідомлень; передачею повідомлень способом зворотної перевірки; застосуванням апаратури підвищеної достовірності; підтриманням технічних характеристик та електричних параметрів засобів зв'язку в межах експлуатаційних норм.

Безпека зв'язку
Безпека зв'язку — здатність системи військового зв'язку забезпечувати збереження в таємниці від противника змісту переданих (прийнятих) повідомлень і протистояти введення в мережі неправдивої інформації.
Безпека зв'язку досягається
- застосуванням засекречуючої апаратури зв'язку, дотриманням правил її експлуатації; попередніми шифруванням і / чи кодуванням інформації, використанням таблиць позивних та документів прихованого управління військами; обмеженням кола осіб, що допускаються до ведення переговорів по дозволеним до застосування відкритих каналах зв'язку, застосуванням ефективних способів паролювання і апаратури імітозахисту; перевірки автентичності отриманих повідомлень шляхом зворотної передачі прийнятого тексту; суворим дотриманням правил встановлення зв'язку, ведення переговорів; виконанням вимог режиму секретності при обробці та зберіганні інформації в автоматизованих системах управлінь, на вузлах, станціях і апаратних зв'язку.

## Основи організації військового зв'язку
Для забезпечення управління військами в мирний чи воєнний час створюється система зв'язку.

### Система зв'язку
Система зв'язку — являє собою сукупність взаємопов'язаних та узгоджених за завданнями щодо забезпечення зв'язком вузлів і ліній зв'язку різного призначення, створюваних (чи розгорнутих на місцевості) для вирішення завдань забезпечення управління військами.
Система зв'язку повинна забезпечувати: своєчасний і безпечний обмін інформацією між пунктами управління з високим ступенем достовірності при веденні бойових дій із застосуванням як ядерної та високоточної зброї, так і звичайних засобів ураження; найбільш повне використання технічних можливостей усіх наявних засобів зв'язку; високу захищеність каналів зв'язку від радіоподавлення противника.
Основою системи зв'язку є вузли зв'язку пунктів управління та лінії зв'язку, побудовані (розгорнуті) між ними.
Вузли зв'язку пунктів управління забезпечують обмін всіма видами документованої інформації та ведення переговорів в процесі управління військами.
Допоміжні вузли зв'язку (ДВС) забезпечують зв'язок з частинами і підрозділами, що діють на значній відстані (віддалені) від ПУ.
Лінії прямого зв'язку розгортаються безпосередньо між вузлами зв'язку пунктів управління з використанням радіо-, радіорелейних, провідних та інших засобів зв'язку.
Лінії прив'язки розгортаються між ВС ПУ і опорними вузлами (вузлами прив'язки) опорної мережі зв'язку та державної мережі зв'язку (зараз в Україні це міжміські канали та вузли зв'язку ВАТ Укртелеком, що сформувалися внаслідок розпаду Міністерства зв'язку СРСР).

### Вузол зв'язку
Вузли зв'язку (ВЗ) є найважливішими елементами системи зв'язку. Від їх роботи залежить безперервність і стійкість управління військами.
Вузол зв'язку (ВЗ) — це організаційно-технічне об'єднання сил і засобів зв'язку та автоматизованого управління, розгорнутих на певному місці (місцях): пункті управління або в пункті розподілу (комутації) каналів (повідомлень), — для обміну інформацією в процесі управління військами.
Вузли зв'язку класифікуються за призначенням, ступенем мобільності і ступеня автоматизації.
За призначенням ВЗ поділяються на ВЗ ПУ, опорні (ОВЗ) і допоміжні вузли зв'язку (ДВЗ), вузли фельд'єгерсько-поштового зв'язку (ВФПЗ) та вузли контролю безпеки зв'язку (ВКБЗ).
ВЗ ПУ є елементом пункту управління, на якому він розгорнутий, він призначений для обміну інформацією з іншими ПУ та забезпечення внутрішнього зв'язку між елементами свого ПУ.
ОВЗ призначені для прив'язки до них ВЗ ПУ або допоміжних вузлів зв'язку, розподілу (комутації) каналів (повідомлень) і передачі їх на ВЗ ПУ і ДВЗ.
Допоміжні (ДВЗ) ВЗ призначені для забезпечення зв'язку із з'єднаннями, частинами, підрозділами чи установами, що діють у відриві від основного угрупування, а також для створення обхідних напрямків для підвищення стійкості системи зв'язку.
Вузол фельд'єгерсько-поштового зв'язку (ВФПЗ) — організаційне об'єднання рухомих сил і засобів зв'язку, що забезпечують фельд'єгерсько-поштовий зв'язок (прийом, обробку та доставку секретних і службових документів, всіх видів поштових відправлень; себто, перевезення таємної пошти і цінних відправлень фельд'єгерями на транспортних засобах). Як рухомі засоби зв'язку можуть використовуватися автомобілі, бронетранспортери, мотоцикли, вертольоти чи літаки зв'язку, поштові вагони, катери зв'язку; інші транспортні засоби.
Вузол контролю за безпекою зв'язку (ВКБЗ) призначений для здійснення радіоконтролю, контролю за використанням зв'язку та виконанням заходів щодо забезпечення безпеки зв'язку, охорони й оборони елементів системи зв'язку. На цих вузлах організовані радіопости, обладнані системами багатоканального запису (раніше на магнітофони, зараз із допомогою комп'ютерної техніки). Вони мають змогу підключатися до каналів, по яким ведуться переговори, радіообмін, виконувати записи для документування порушень з метою подальшої оцінки роботи вузлів зв'язку і запобігання порушень зв'язку.
За ступенем мобільності ВЗ поділяються на стаціонарні і рухомі. 

Стаціонарні вузли зв'язку (СтВЗ) обладнуються в захищених чи незахищених спорудах на місцевості (сховища, шахти, підвали, бліндажі, будівлі) і призначені для забезпечення управління військами як в мирний, так і у воєнний час. Вони повинні мати лінії прив'язки до заміських пунктів виділення каналів державної мережі зв'язку та стаціонарної опорної мережі зв'язку об'єднання.
Рухомі ВЗ (польові ВЗ, пересувні ВЗ тощо) — призначені для забезпечення управління військами в польових умовах як на місці, так і під час руху; вони самі здатні переміщатися. Рухомі ВЗ забезпечують управління військами в ході бойових дій, у мирний час — під час виходу військ в райони зосередження та на навчаннях. Рухомі ВС обладнуються: польові — на автомобілях, бронетранспортерах, кораблях, у залізничних вагонах, спеціальних причепах і контейнерах, повітряні — на вертольотах, літаках інших ЛА.
За ступенем автоматизації ВЗ поділяються на автоматизовані та неавтоматизовані.

## Частини та підрозділи військ зв'язку
Як і всі Збройні сили, війська зв'язку України були створені на базі Радянської армії — сил та засобів Збройних сил СРСР. Частини і підрозділи зв'язку для різних родів і видів зв'язку формувалися дещо по-різному. Можна навести типову організацію військ зв'язку на прикладі Сухопутних військ.
| Формування Сухопутних військ                                  | Їм відповідають формування військ зв'язку | Скорочення (приклад) | Примітка |
| ------------------------------------------------------------- | ----------------------------------------- | -------------------- | --- |
| Військовий округ Оперативне командування Фронт (на час війни) | Бригада зв'язку                           | 55 обрз              | |
| Армія (загальновійськова чи танкова) Армійський корпус        | Полк зв'язку лінійний полк зв'язку        | 55 опз, 16 олпз      | опз будують вузли зв'язку ПУ, тому називаються ще вузловими; в мирний час, коли опз не розгортає пвз, особовий склад чергує на стаціонарних вз тих формувань, у штаті яких вони є; так рівненський 55 опз забезпечує бойове чергування на ВЗ «Горизонт» 13 АК олпз — лінії зв'язку (проводові, тропосферні, радіорелейні, тощо) |
| Дивізія Бригада                                               | Батальйон зв'язку                         | 24 обз               | |
| Полк (мотострілецький, танковий)                              | Рота зв'язку                              | 314 орз              | |
| Батальйон, артдивізіон                                        | Взвод зв'язку                             |                      | |
| Рота / батарея                                                | Окремі фахівці в штаті роти / батареї     |                      | Наприклад, стрілець-радист у складі екіпажу танка чи бойової машини |

### Окремий полк зв'язку армії (армійського корпусу)
Окремий полк зв'язку армії чи АК — окрема самодостатня військова частина зв'язку.
Штатна структура і можливості
- Має два абсолютно однакові пвз — 1й та 2й польові вузли зв'язку (по-піхотному батальйони)
  - Кожен з них має:
    - МЦ — мобільний центр
    - РЦ — радіоцентр
    - ТФЦ — телефонний центр
    - ТГЦ — телеграфний центр
    - ЦКУ — центр каналоутворення

- БЗМВтаП — батальйон зв'язку мобільних вузлів та прив'язки (в ньому зосереджені всі броньовані засоби, такі, як КШМ Р-145Б, оскільки цим підрозділом розгортаються в першу чергу робочі місця безпосередньо біля лінії дотику із супротивником).

- БТПУ — батальйон розгортання тилового ПУ армії (АК) — має всі аналогічні засоби, як і пвз, тільки в обмеженій кількості, із розрахунку необхідного забезпечення зв'язків в інтересах ТПУ.

Працює це так.
- При постановці завдань визначається місце розгортання пункту управління, скажімо, армійського корпуса. Неподалік (кілька десятків метрів) від робочих місць генералів та офіцерів визначається місце розташування вузла зв'язку. ДО першого розгортання зв'язок забезпечують «персональні радіостанції» та «персональні КШМ» зі складу БЗМВтаП у взаємодії зі стаціонарними ВЗ та виділеними радіозасобами згідно схеми зв'язку з радіоцентрів пвз.
- 1й та 2й пвз та ТПУ роз'їжджаються колонами на свої визначені для розгортання місця. При чому першими виїжджають засоби прив'язки від мобільних центрів обох пвз. Мобільні центри здійснюють прив'язку до точок прив'язки (завчасно підготовані засоби системи державного стаціонарного зв'язку чи елементи опорної мережі АК, як захищені ВЗ, опорні ВЗ, опорні підсилювальні пункти тощо,— де є відповідні засоби комутації для забору каналів.
- Телефонні та телеграфні центри розгортають телефонні та телеграфні станції і починають набір зв'язків
- ЦКУ «перебирає» частину каналів у мобільного центру, звільняючи його засоби для наступного переміщення, і набирає нові канали
- Радіоцентр розгортає приймальний центр в безпосередній близькості (1-3 км) від основного ВЗ і передавальний центр на віддалі 5-15 км, залежно від умов місцевості, своїх військ і військ ворога
- Кінцеві телефонні апарати, пристрої АРМ (автоматизованих робочих місць) засобів автоматизації виносяться безпосередньо в штабні автобуси генералів та офіцерів штабу АК, телеграфні канали комутуються на телеграфні станції, з яких до ПУ виноситься експедиція.
- Переміщеються вз при переміщеннях ПУ почергово, так само почергово «передаються» зв'язки. При цьому діючих може лишатися не менше 35 % зв'язків.
- Засоби електроживлення від центрів, що розміщуються у безпосередній близькості, можуть об'єднуватися у ЦЕЖ — центри електроживлення, у яких шляхом комутації і резервування забезпечувати двохпроменеве електроживлення для безперебійної роботи вз.

### Батальйон зв'язку дивізії (бригади)
Батальйон зв'язку може входити як до складу частини зв'язку (пвз, бзмв та п, батальйон тпу у складі опз армії чи АК), так і бути окремим підрозділом зв'язку в частині сухопутних військ, ВПС чи ВМФ (скажімо, обз в складі мсб).

### Рота зв'язку (мотострілецького полку)
В штаті мотострілецького полку для організації зв'язку передбачалася рота зв'язку.
Рота зв'язку мсп призначена для забезпечення радіо-, супутникового, проводового та фельд'єгерсько-поштового зв'язку від КП, КСП і ТПУ полку.
Вона складаєтьсяз взводу зв'язку КП, взводу зв'язку ТПУ, ремонтної майстерні засобів зв'язку та відділення фельд'єгерсько-поштового зв'язку.
Взвод зв'язку КП призначений для розгортання вузлів зв'язку КП і КСП полку, забезпечення зв'язком командира, заступника командира, штабу полку та іншим посадовим особам, які працюють на КП і КСП полку, з КП (ЗКП, ППУ) дивізії, підлеглими, доданими та взаємодіючими підрозділами (частинами).
У складі взводу зв'язку КП полку є
- КШМ Р-149БМР (БМП-1КШТ) = 4;
- МБУ БТР-80К (БМП-1К) =1;
- носимі радіостанції Р-168-5УН (Р-159М з Т-240С) =2;
- радіоприймачі Р-323М =1, Р-872 =1;
- апаратна П-227БР[8][9] =1;
- комутатори П-193М =3;
- телефонні апарати ТА-57=30;
- кабель П-2 (П-274М)=50 км;
- ГАЗ-66=1.

Взвод зв'язку ТПУ призначений для розгортання вузла зв'язку ТПУ полку і забезпечення зв'язку заступникам командира з тилу та озброєння з ТПУ дивізії до КП мсп, із підрозділами (органами) тилового та технічного забезпечення полку.
У складі взводу є
- КШМ Р-142НМР=2;
- польовий комутатор П-193М =1;
- телефонний апарат ТА-57 =10;
- кабель польовий П-2 (П-274М) =15 км;
- ГАЗ-66 (транспортна) =1.

Ремонтна майстерня засобів зв'язку призначена для здійснення поточного ремонту засобів зв'язку і зарядки акумуляторів. У ній є: апаратні технічного забезпечення АТО-28 =1 (для зарядки акумуляторних батарей), АТО-30 =1 (для ремонту засобів зв'язку), електростанція на причепі ЕСБ-4-0/230=1.
Відділення ФПЗ призначене для прийому, обробки і доставки в підрозділи полку бойових документів, поштової кореспонденції. В складі відділення є: БРДМ-2 =2; УАЗ-452 =1.

### Взвод зв'язку мотострілецького батальйону
Самим «низовим» окремим підрозділом зв'язку є взвод зв'язку у загальновійськовому (мотострілецькому чи танковому) батальйоні. Організаційно-штатна структура взводу може дещо відрізнятися в залежності від завдань батальйону. Проте, як приклад, типову структуру можна навести таку:
• Командир взводу (начальник зв'язку);
• Відділення КШМ;
• Радіовідділення;
• Телефонне відділення.
Відділення КШМ призначене для забезпечення зв'язком командира батальйону з командиром бригади (АК в разі безпосереднього підпорядкування АК), з командирами підлеглих, доданих і взаємодіючих підрозділів.
Радіовідділення призначене для забезпечення радіозв'язком командира і штаб батальйону з командирами мотострілецьких рот і взводів.
Телефонне відділення призначене для розгортання, обладнання та обслуговування вузла зв'язку командно-спостережного пункту (КСП) батальйону, організації внутрішнього зв'язку та забезпечення проводового зв'язку з командирами підрозділів, рот і взводів батальйону.
Організаційна структура взводу зв'язку мсб (тб), адн
- Командир взводу;
- Відділення КШМ:
  - нач. станції — 1;
  - старший механік — 1;
  - радіотелефоніст — 1;
  - водій-електромеханік — 1.
- Радіо відділення:
  - командир відділення — 1;
  - старший телефоніст — 1;
  - радіо телефоніст — 1;
  - акумуляторник — 1;
  - водій — 1;
- Телефонне відділення:
  - командир відділення — 1;
  - телефоніст — 4;
  - водій — 1;

Штат техніки зв'язку
- КШМ–Р-142[10] — 1 шт.;
- Р-159 (переносна радіостанція) — 7 шт.;
- Р-147 (переносна радіостанція) — 4 шт.;
- Р-148 (переносна радіостанція) — 36 шт.;
- П-193 (польовий комутатор на 10 абонентів) — 1 шт.;
- П-274 (польовий 1-парний кабель) — 20 км;
- ТА-57 (польовий телефонний апарат з місцевою батареєю та індукторним викликом) — 12 шт.;
- ПЗУ-1 — 16 шт.;
- ПЗУ-2 — 1 шт.;
- ГАЗ-66 (транспортні) — 3 шт.;

## Види військового зв'язку

Види військового зв'язку

Вид військового зв'язку визначається кінцевими засобами електрозв'язку, рухомими та сигнальними засобами.
Види військового зв'язку перераховані нижче
- Телефонний зв'язок — електрозв'язок, що забезпечує обмін мовною інформацією по телефонним каналам (див. Канал тональної частоти).
- Відеотелефонний зв'язок, мультимедійний зв'язок — вид телефонного зв'язку із передаванням зображення, рухомої картинки, — себто, електрозв'язок, що забезпечує одночасно обмін мовною інформацією та рухомими і нерухомими зображеннями.
- Документальний зв'язок — електрозв'язок, що забезпечує обмін документальними /документованими повідомленнями.
  - Телеграфний зв'язок — електрозв'язок, що забезпечує обмін інформацією у вигляді літерних чи цифрових повідомлень.
  - Факсимільний зв'язок — електрозв'язок, що забезпечує обмін інформацією у вигляді графічних матеріалів (таблиць, рисунків, графіків, мап, фотографій і т. ін.) і текстових повідомлень.
  - Передавання даних — електрозв'язок, що забезпечує обмін інформацією у формі, яка придатна для автоматизованої обробки засобами обчислювальної техніки.
- Фельд'єгерсько-поштовий зв'язок — зв'язок, що призначений для забезпечення управління військами шляхом доставки рухомими засобами штабам об'єднань, з'єднань, військових частин (кораблів), установам, військовим навчальним закладам, підприємствам та організаціям відправлень (телеграм) різних ступенів секретності і відкритих, а також для створення постійно діючого поштового і телеграфного зв'язку особового складу Збройних сил України з населенням країни («польова пошта»).
- Сигнальний зв'язок — зв'язок, що призначений для обміну інформацією у вигляді раніше обумовлених сигналів прапорцями, сиренами, вогнями, піротехнічними та іншими засобами.

## Роди військового зв'язку

Рід військового зв'язку визначається середовищем розповсюдження сигналів і каналоутворюючими засобами.
Серед родів військового зв'язку можна вирізнити
- Радіозв'язок — електрозв'язок, що здійснюється з використанням радіохвиль. Своєю чергою за середовищем розповсюдження радіохвиль поділяють:
  - Радіозв'язок прямої видимості — радіозв'язок, що здійснюється в зоні прямої видимості між антенами радіостанцій.
  - Іоносферний зв'язок — радіозв'язок, що здійснюється між радіостанціями, відбиттям радіохвиль від іоносфери або їх розсіюванням на неоднорідностях іоносфери.
  - Транкінговий зв'язок — радіозв'язок мобільних абонентів, що здійснюється через базову приймально-передавальну станцію (обмежену кількість базових приймально-передавальних станцій) або безпосередньо між ними[11].
  - Радіорелейний зв'язок — радіозв'язок прямої видимості між двома радіорелейними станціями або радіозв'язок, який здійснюється шляхом багатократної ретрансляції радіосигналів ланцюгом радіорелейних станцій.
  - Тропосферний зв'язок — радіозв'язок, що здійснюється відбиттям та розсіюванням радіохвиль на неоднорідностях тропосфери між станціями, які знаходяться поза межами прямої видимості.
  - Супутниковий зв'язок — радіозв'язок, що здійснюється між наземними станціями за допомогою ретрансляції радіосигналів через виведений завчасно на орбіту супутник- ретранслятор.
- Проводовий зв'язок — електрозв'язок, що здійснюється розповсюдженням сигналами електрозв'язку вздовж проводового кабелю з металевими або волоконно-оптичними жилами.
- Гідроакустичний зв'язок — зв'язок, що здійснюється шляхом розповсюдження звукових чи ультразвукових хвиль у водному середовищі.